# Ferrovia Cañuelas-Empalme Lobos-Tapalqué-Olavarría
La ferrovia Cañuelas-Empalme Lobos-Tapalqué-Olavarría (Ramal Cañuelas-Empalme Lobos-Tapalqué-Olavarría in spagnolo) è una linea ferroviaria argentina che attraversa il centro della provincia di Buenos Aires e forma parte della rete General Roca.
Il trasporto passeggeri, esercitato solamente nel tratto Cañuelas-Lobos è inquadrato all'interno della linea Roca, ed è gestito dalla compagnia statale Trenes Argentinos Operaciones.